# Rundfunkjahr 1998

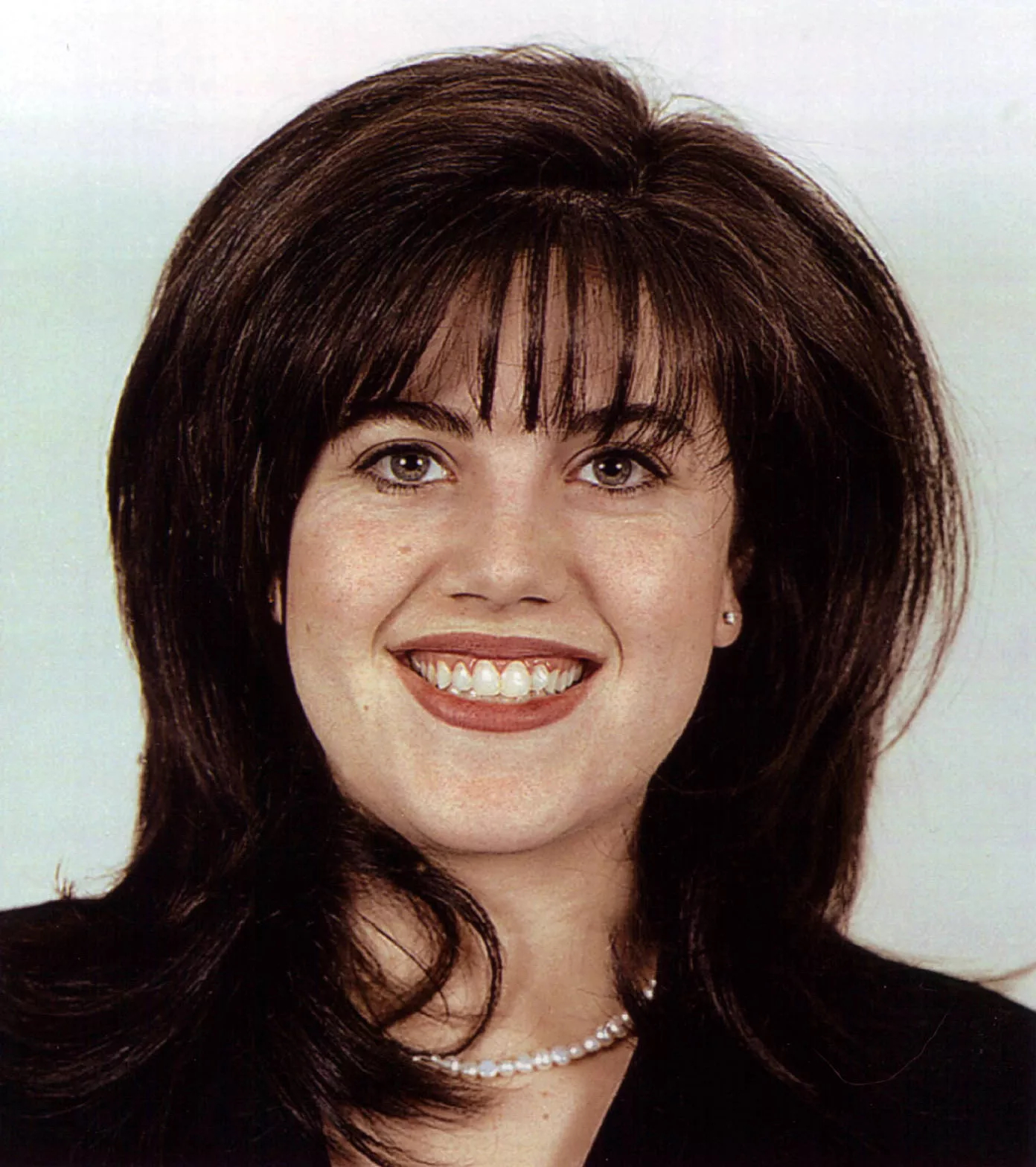
1998: Die Lewinsky-Affäre nimmt einen großen Teil der internationalen Medienberichterstattung ein.

Liste der Rundfunkjahre

◄◄ | ◄ | 1994 | 1995 | 1996 | 1997 | Rundfunkjahr 1998 | 1999 | 2000 | 2001 | 2002 | ► | ►►

Weitere Ereignisse

## Allgemein
- 15. Januar – Der österreichische öffentlich-rechtliche Rundfunkanbieter ORF und der deutsch-französische Kulturkanal ARTE unterzeichnen einen Kooperationsvertrag.
- 17. Januar – Die Webseite Drudge Report spekuliert über eine Affäre im Weißen Haus, in die US-Präsident Bill Clinton verwickelt sein soll. Als die Washington Post vier Tage später das Thema aufgreift, kommt die Lewinsky-Affäre ins Rollen.
- März – Auf der CeBIT wird der MPMan F10 vorgestellt, der erste MP3-Player für den Massenmarkt.
- 27. Mai – Die Europäische Kommission verbietet das Zusammengehen von Bertelsmann und der Kirch-Gruppe beim digitalen Fernsehen.[1]
- 30. August – Der zum 1. Januar gegründete Südwestrundfunk (SWR) übernimmt den Sendebetrieb von SDR und SWF.
- 7. September – Die Suchmaschine Google geht in einer ersten Testversion online.
- 23. September – Die „Gebühreninkasso Service GmbH“ (heute: ORF-Beitrags Service), eine Tochterfirma des ORF zur Einhebung der Rundfunkgebühren, wird gegründet.

## Hörfunk
- 28. März – Die Musiksendung American Top 40 mit Casey Kasem wird wieder ins Programm genommen.
- 1. April – Offizieller Start von privaten Hörfunk in Österreich.
- 17. August – Im Großraum Wien startet der freie Radiosender Orange 94.0.
- 7. Oktober – Das freie Radio Radiofabrik 107,5 nimmt in Salzburg seinen Sendebetrieb auf.
- 17. Oktober – Die Stimme Palästinas geht auf Sendung.

## Fernsehen
- 3. Januar – Pamela Großer und Dennis Wilms übernehmen die Moderation des Tigerenten Club.
- 5. Januar – Der Kinderkanal übernimmt die spanische Zeichentrickserie Die Herlufs (Los Herlufs).
- 7. Januar – BR-alpha, der Bildungskanal des Bayerischen Rundfunks geht auf Sendung.
- 15. Januar – Das ZDF zeigt die erste Folge der Talkshowreihe Johannes B. Kerner.
- 18. Januar – Bei den 55. Golden Globes Awards in Los Angeles werden die Fernsehserien Akte X und Ally McBeal ausgezeichnet.
- 8. April – Der Fernsehsender VOX beginnt mit der deutschsprachigen Erstausstrahlung von Ally McBeal.
- 25. Juli – Die 12-teilige US-Zeichentrickserie Neds Bösenachtgeschichten ist erstmals bei Super RTL zu sehen.
- 26. Juli – Bei Sci-Fantasy ist die Dokusendung Sightings-Dem Unerklärlichen auf der Spur zu sehen.
- 4. September – Der Kinderkanal zeigt die erste Folge der Internatsserie  Schloss Einstein.
- 5. September – Anika Böcher moderiert erstmals Tabaluga tivi.
- 7. September – Auf Super RTL ist die US-Zeichentrickserie Mummies Alive – Die Hüter des Pharaos erstmals zu sehen.
- 27. September – Auf BR-alpha ist die erste Folge der Wissenschaftsreihe alpha-Centauri zu sehen, die sich der Astronomie und Astrophysik widmet.
- 16. Oktober – Das ZDF zeigt die 281. und letzte Ausgabe der Krimireihe Derrick. Titel der Folge: „Das Abschiedsgeschenk“.
- 27. Oktober – Der Kinderkanal übernimmt die australische Serie Auf der Suche nach der Schatzinsel.

## Gestorben
- 26. Februar – Vico Torriani, Schweizer Schlagersänger und Moderator der ZDF-Spielshow Der goldene Schuß, stirbt 77-jährig in Agno.
- 8. April – Annemarie Cordes, deutsche Schauspielerin stirbt 79-jährig in Wiesbaden. Sie war vor allem durch die Rolle der Steve Temple an der Seite von René Deltgen in den Paul-Temple-Hörspielen von Francis Durbridge bekannt geworden.
- 11. April – Francis Durbridge, britischer Schriftsteller und Drehbuchautor stirbt 85-jährig in London. Er wurde vor allem durch die Hörspielreihe um den Detektiv Paul Temple und die mehrteiligen Fernsehfilme wie Das Halstuch und Tim Frazer bekannt, die Anfang der 1960er Jahre den Begriff Straßenfeger prägten.
- 3. Mai – Raimund Harmstorf, deutscher Schauspieler (Der Seewolf, Michael Strogoff) stirbt 58-jährig in Marktoberdorf, Allgäu.
- 14. August – Hans-Joachim Kulenkampff, deutscher Showmaster  stirbt 77-jährig in seinem Wahlheimatort Seeham in Österreich.
- 18. August – Jürgen Pooch, deutscher Schauspieler, stirbt 55-jährig in der Türkei. Er war vor allem durch die zahlreichen Fernsehübertragungen aus dem Hamburger Ohnsorg-Theater bekannt.
- 19. August – Hellmut Andics, österreichischer Journalist, Drehbuchautor (Ringstraßenpalais) und Dokumentarfilmer stirbt wenige Tage vor seinem 76. Geburtstag in Wien.
- 4. September – Hans Brenner, österreichischer Schauspieler stirbt 59-jährig in München.
- 27. September – Harald Vock, deutscher Regisseur und Autor stirbt 73-jährig in Hamburg.
- 28. November – Hans Mohl, langjähriger Moderator des Gesundheitsmagazins Praxis, stirbt kurz vor seinem 70. Geburtstag an Krebs.
- 6. Dezember – Max Eckard, deutscher Schauspieler, vor allem aus den Straßenfegern Tim Frazer von Francis Durbridge bekannt, stirbt 84-jährig (* 1914).